# Taboo (álbum)
Taboo é o quarto álbum de estúdio da banda japonesa de rock Buck-Tick. Foi lançado em 18 de janeiro de 1989 pela gravadora Victor Entertainment.  Uma remasterização digital foi lançada em 19 de setembro de 2002.

## Recepção
Ficou em primeiro lugar nas paradas japonesas da Oricon e vendeu 320,000 cópias.

## Faixas
| N.º            | Título                    | Letras         | Música         | Duração |  |
| 1.             | "Iconoclasm"              | Imai           | Imai           | 3:01    |  |
| 2.             | "Tokyo"                   | Sakurai        | Imai           | 4:23    |  |
| 3.             | "Sex for You"             | Sakurai        | Imai           | 4:14    |  |
| 4.             | "Embryo"                  | Imai           | Imai           | 3:59    |  |
| 5.             | "J"                       | Sakurai        | Imai           | 4:25    |  |
| 6.             | "Feast of Demoralization" | Toll           | Hide           | 4:18    |  |
| 7.             | "Angelic Conversation"    | Imai           | Imai           | 5:41    |  |
| 8.             | "Silent Night"            | Sakurai        | Imai           | 3:26    |  |
| 9.             | "Taboo"                   | Sakurai        | Imai           | 3:59    |  |
| 10.            | "Just One More Kiss"      | Sakurai        | Imai           | 5:03    |  |
| Duração total: | Duração total:            | Duração total: | Duração total: | 42:41   |  |

| Faixas bônus da remasterização digital de 2002 |                                                                               |         |  |
| N.º                                            | Título                                                                        | Duração |  |
| 1.                                             | "Just One More Kiss" (Ao vivo em "Climax Together" em 11 de setembro de 1992) | 5:12    |  |
| 2.                                             | "To-Search"                                                                   | 5:01    |  |

## Ficha técnica

### Buck-Tick
- Atsushi Sakurai - vocais
- Hisashi Imai - guitarra solo, vocais de apoio
- Hidehiko Hoshino - guitarra rítmica, guitarra acústica, vocais de apoio
- Yutaka Higuchi - baixo
- Toll Yagami - bateria

#### Músicos adicionais
- Philip Hoeger - teclado

### Produção
- Junichi Tanaka - diretor
- Junko Yamazaki - coordenador de gravação
- Kenshi Kajiwara - assistente
- Owen Paul - produtor
- Will Gosling - engenheiro de mixagem
- Takashi Furui, Akiko Ohno - coordenador visual
- Naoki Toyoshima - promotor
- Shaking Hands Inc, Osamu Takagi, Yoshihiko Masuoka, Shigeo Azami, Hitoshi Ojima - gestão artística
- Ken Sakaguchi - diretor de arte
- Kazuhiro Kitaoka - fotografia
- Sayuri Watanabe - estilista
- Mika Yamaura, Yoko Takeuchi - cabelo e maquiagem

#### Single "Just One More Kiss"
- Buck-Tick - produtor
- Shuuji Yamaguchi - engenheiro e engenheiro de mixagem